# Outeiro Alto 2
Outeiro Alto 2 ist eine kleine kupferzeitliche Einhegung in Brinches bei Serpa im Bezirk Beja im Alentejo in Portugal.
Einhegungen werden in Portugal unterteilt in die derzeit etwa 30 Grabenwerken (Ditched enclosures), in Dammgehege (Causewayed enclosures) und in Wallanlage (Walled enclosures). Während Damm- und Wallalgen auch im übrigen Europa anzutreffen sind, sind gewundene Grabenwerke (z. B. Perdigões und Xancra) ein spezifisches Phänomen der Kupferzeit des Alentejo.
Die von einem wellenförmigen Graben mit sechs Aus- und Einbuchtungen definierte Struktur zeigt ein gleiches Design wie „Santa Vitória“ und ein ähnliches wie „Xancra“, bei Cuba im Norden des Distrikt Beja, wo sie eine etwa konzentrische Dreigrabenanlage bildet. Der wellenförmige Graben bildet eine Folge von Buchten mit etwa 25 Metern Durchmesser und einem Zugang, der etwa in Richtung Wintersonnenwende orientiert ist. Anlagen dieser Art finden sich insbesondere im Alentejo.
Die Einhegung liegt am östlichen Ende eines kleinen Hügels. Am Westende lag möglicherweise ein Holz-Henge, das von drei spätneolithischen Hypogäen umgeben ist. Dazwischen liegt eine bronzezeitliche Nekropole aus Gruben und anthropomorphen Hypogäen. Die im Bereich der Einhegung ausgehobenen Gruben erbrachten einen spätneolithischen Kontext.